# 加藤翼 (野球)
加藤 翼（かとう つばさ、2002年12月14日 - ）は、岐阜県益田郡金山町（現：下呂市）出身の元プロ野球選手（投手）。右投右打。

## 経歴

### プロ入り前
下呂市立東第一小学校2年時に3歳上の兄の影響で野球を始め、金山少年野球クラブに入団。下呂市立金山中学校時代は岐阜可茂ボーイズでプレーし、この時までポジションは捕手がメインだった。
中学時は建築家を目指していたため、岐阜工業高等専門学校建築学科への進学を考えていたが、成績が不足していたため兄が在籍していた帝京大学可児高等学校へ進学し、プロ野球選手を目指しつつ建築科のある大学への進学も視野に入れるようになる。高校では、1年秋からベンチ入り。東京ヤクルトスワローズなどで活躍した田中祐貴コーチの指導を受け、3年時の夏には自己最速となる153km/hを計測し、8月に開催されたプロ志望高校生合同練習会では、当時ドラフト候補であった大阪桐蔭高等学校の西野力矢らから2つの三振を奪った。
2020年のプロ野球ドラフト会議では、中日ドラゴンズから5位指名を受け、11月28日に契約金3000万円、年俸550万円で仮契約を結んだ。背番号は65。同じ球団でトレード前に加藤匠馬、トレード後に加藤翔平が在籍しているため、スコアボードおよび報道上の表記はフルネームの「加藤翼」と表記される。また、帝京大学可児高等学校からプロ入りする野球選手は加藤が初である。

### 中日時代
2021年は一・二軍共に登板が無かったものの、10月の練習試合で実戦デビューした。11月11日に、現状維持の推定年俸550万円で契約を更改した。
2022年はウエスタン・リーグで、12試合に登板するが、防御率8.31と制球に苦しみ、一からフォーム作りや体力作りに取り組むためにオフには支配下から外れ、育成契約となった。背番号は204になった。
2023年は、ウエスタン・リーグで、8試合に登板し防御率12.00。制球難に苦しんだ末、クイック投法に取り組んだ。
2024年は、ウエスタン・リーグの登板が5試合に留まり、防御率7.71と結果を残せず、10月8日には球団から戦力外通告を受け、現役を引退した。

### 現役引退後
翌2025年2月1日付で電気工事の設計、施工管理を行なう「株式会社ビーライトグループ」に入社。

## 選手としての特徴
最速153km/hのストレートと、スライダー、スラーブ、ナックルカーブ、チェンジアップを投げる。また、コントロールに課題がある。

## 人物
目標とする選手は藤川球児 。
趣味は絵画であり、美術の成績は常に「5」であった。

## 詳細情報

### 年度別投手成績
- 一軍公式戦出場なし

### 背番号
- 65（2021年 - 2022年）
- 204（2023年 - 2024年）